# Tresse africaine
 (mars 2025).
 (mars 2025).
La mise en forme du texte ne suit pas les recommandations de Wikipédia : il faut le « wikifier ».
Les points d'amélioration suivants sont les cas les plus fréquents :
- Les titres sont pré-formatés par le logiciel. Ils ne sont ni en capitales, ni en gras.
- Le texte ne doit pas être écrit en capitales (les noms de famille non plus), ni en gras, ni en italique, ni en « petit »…
- Le gras n'est utilisé que pour surligner le titre de l'article dans l'introduction, une seule fois.
- L'italique est rarement utilisé : mots en langue étrangère, titres d'œuvres, noms de bateaux, etc.
- Les citations ne sont pas en italique mais en corps de texte normal. Elles sont entourées par des guillemets français : « et ».
- Les listes à puces sont à éviter, des paragraphes rédigés étant largement préférés. Les tableaux sont à réserver à la présentation de données structurées (résultats, etc.).
- Les appels de note de bas de page (petits chiffres en exposant, introduits par l'outil «  Source ») sont à placer entre la fin de phrase et le point final[comme ça].
- Les liens internes (vers d'autres articles de Wikipédia) sont à choisir avec parcimonie. Créez des liens vers des articles approfondissant le sujet. Les termes génériques sans rapport avec le sujet sont à éviter, ainsi que les répétitions de liens vers un même terme.
- Les liens externes sont à placer uniquement dans une section « Liens externes », à la fin de l'article. Ces liens sont à choisir avec parcimonie suivant les règles définies. Si un lien sert de source à l'article, son insertion dans le texte est à faire par les notes de bas de page.
- La présentation des références doit suivre les conventions bibliographiques. Il est recommandé d'utiliser les modèles {{Ouvrage}}, {{Chapitre}}, {{Article}}, {{Lien web}} et/ou {{Bibliographie}}. Le mode d'édition visuel peut mettre en forme automatiquement les références.
- Insérer une infobox (cadre d'informations à droite) n'est pas obligatoire pour parachever la mise en page.

Pour une aide détaillée, merci de consulter Aide:Wikification.
Si vous pensez que ces points ont été résolus, vous pouvez retirer ce bandeau et améliorer la mise en forme d'un autre article.

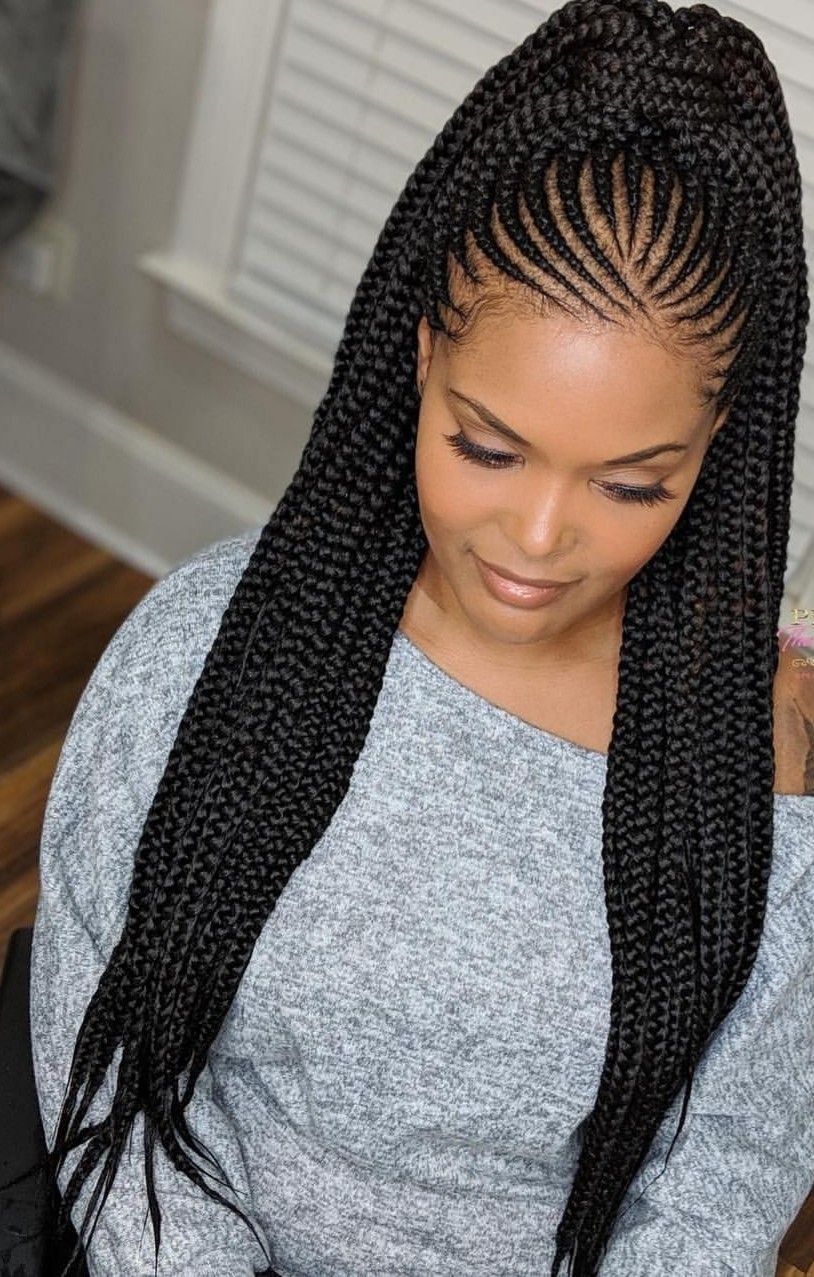
Braids

Les tresses africaines sont une pratique capillaire traditionnelle qui remonte à l'Égypte antique, où des représentations de coiffures tressées ont été découvertes sur des sculptures et des hiéroglyphes. Dans de nombreuses cultures africaines, les tresses revêtaient une signification symbolique profonde. Par exemple, certaines coiffures étaient spécifiquement réservées aux cérémonies ou aux rites de passage. Les styles de coiffure varient considérablement selon les régions et les ethnies,.

## Moyen de communication

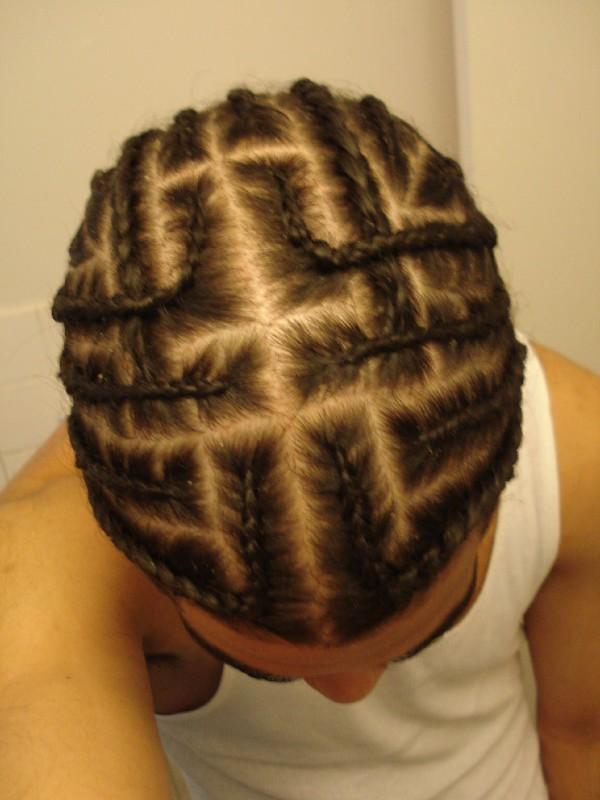
Cornrows

Durant la traite transatlantique des esclaves (XVe - XIXe siècle), les Africains réduits en esclavage ont emporté avec eux leur culture des tresses. Selon des études anthropologiques, ces coiffures servaient parfois de moyen de communication codé entre esclaves. Par exemple, les "cornrows" (tresses collées) pouvaient représenter des cartes ou des plans d'évasion grâce à des motifs spécifiques. Bien que cette théorie ne soit pas prouvée par des écrits historiques, elle est soutenue par des recherches sur les pratiques culturelles des esclaves.

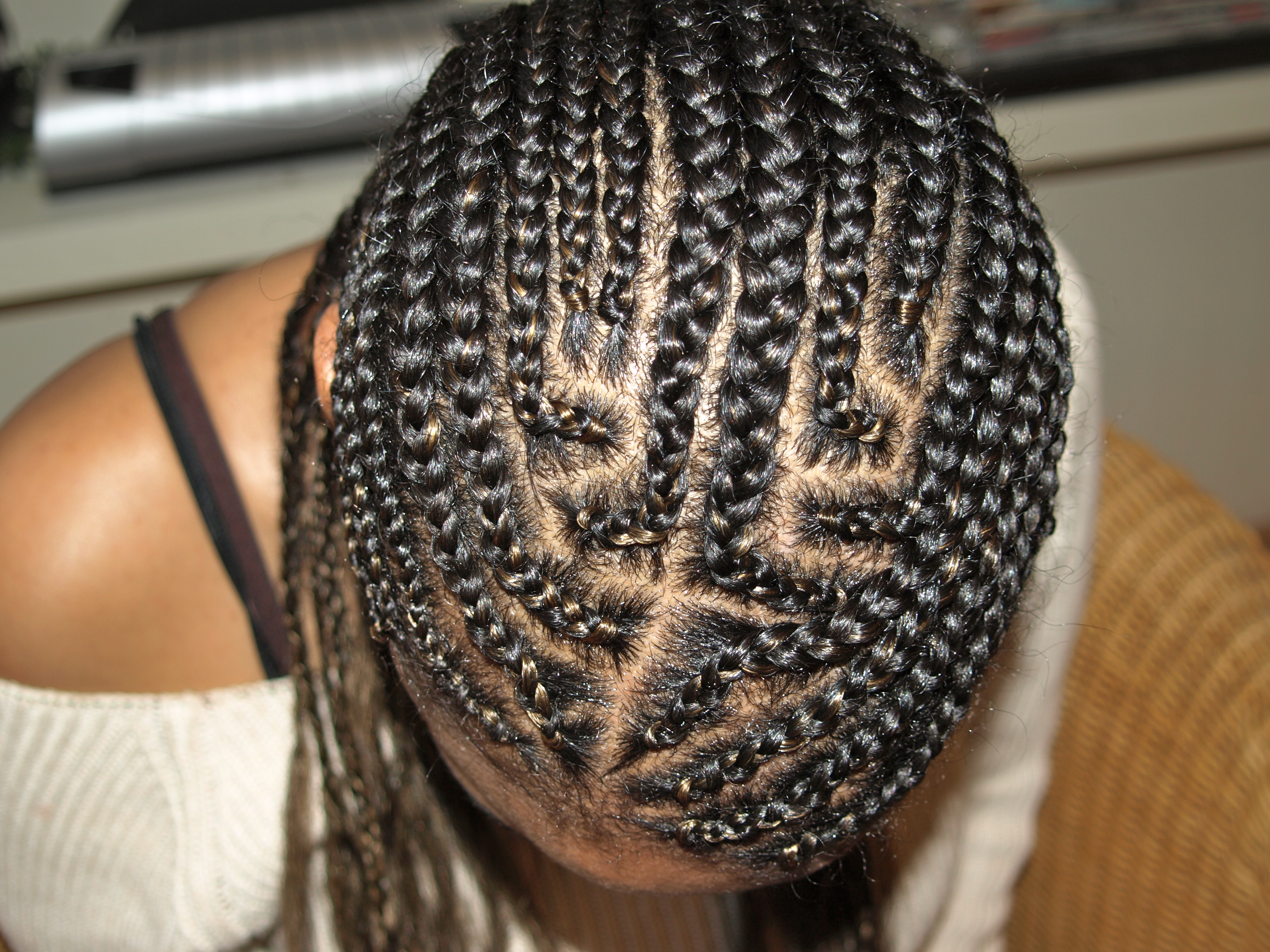
Cornrows

## Identité
Les tresses africaines ont joué un rôle crucial dans la préservation de l'héritage culturel des peuples africains, même dans des conditions d'oppression. Elles ont permis aux esclaves de maintenir un lien fort avec leurs racines africaines. Aujourd'hui, les tresses africaines sont adoptées par des personnes du monde entier, symbolisant à la fois une identité culturelle et une mode universelle.